# كريل لا شوكي
ايفوزي لا شوكي أو كريل لا شوكي (الاسم العلمي:Thysanoessa inspinata) هو نوع من الحيوانات البحرية يتبع جنس ايفوزي مهدب من فصيلة الايفوزية.